# Plan de Lima
Plan de Lima är en ort i Mexiko.   Den ligger i kommunen Juan R. Escudero och delstaten Guerrero, i den södra delen av landet, 250 km söder om huvudstaden Mexico City. Plan de Lima ligger 223 meter över havet och antalet invånare är 248.
Terrängen runt Plan de Lima är huvudsakligen kuperad, men den allra närmaste omgivningen är platt. Plan de Lima ligger nere i en dal. Runt Plan de Lima är det tätbefolkat, med 397 invånare per kvadratkilometer. Närmaste större samhälle är Tierra Colorada, 5,4 km öster om Plan de Lima. Omgivningarna runt Plan de Lima är en mosaik av jordbruksmark och naturlig växtlighet.